# Gorica (Bugojno, BiH)
Gorica je omanja uzvisina (brdašce) kružnog oblika u Bugojnu. Nalazi se u središnjem dijelu Skopaljske doline. Nenaseljena je i pošumljena, ali se na njoj nalazi porušena vila sagrađena 1968., kojom se za života služio jugoslavenski predsjednik Josip Broz Tito. Nakon njegove smrti prenamijenjena je u polikliniku, a u ratu u Bosni služila je kao stožer bugojanskog HVO-a koji je branio grad od velikosrpske agresije sve do etničkog čišćenja Hrvata u Bugojnu. Prilikom sukoba Armije BiH i HVO-a objekt je teško oštećen. Naziv Gorica nosilo je i najvažnije građevinsko poduzeće u Bugojnu u Socijalističkoj Jugoslaviji.

## Vanjske poveznice
- Koordinate